# Stora Karijelto
Stora Karijelto est une île norvégienne du comté de Vestland appartenant administrativement à Fedje.

## Description
Rocheuse et couverte d’une légère végétation, à fleur d'eau, elle s'étend sur environ 86 m de longueur pour une largeur approximative de 33 m. 